# Chiba Masanori
Masanori Chiba (sinh ngày 2 tháng 7 năm 1974) là một cầu thủ bóng đá người Nhật Bản.

## Sự nghiệp câu lạc bộ
Masanori Chiba đã từng chơi cho Bellmare Hiratsuka.